# Rebecca (tecknad serie)
Rebecca är en italiensk tecknad serie, med manus av Renato Queirolo och teckningar av Anna Brandoli. Den består av tre albumhistorier som trycktes i italienska eller franska serietidningar åren 1981–88 och därefter samlades i albumform. Den historiska äventyrsserien, som utspelas i Norditalien under sent 1400-tal, är bildmässigt inspirerad av Hugo Pratt och har hämtat delar av sin historia från Carlo Ginzburgs roman Osten och maskarna. Queirolo/Brandolo skapade några år tidigare den historiska äventyrsserien La strega ('Häxan') som handlade om en mycket snarlik nomadkvinna från senmedeltiden; den serien fungerade som en förstudie till Rebecca.
För Rebecca belönades Anna Brandoli 1984 på seriefestivalen i italienska Lucca med "Yellow Kid"-priset (uppkallat efter seriefiguren Yellow Kid) som bästa italienska serietecknare. Serien har delvis översatts till franska, danska, svenska och tyska. La strega finns till största delen översatt till franska.
På grund av avbruten följetongspublicering i både Italien och Frankrike är dock serien oavslutad.

## Handling

### La strega (prototyp/förstudie)

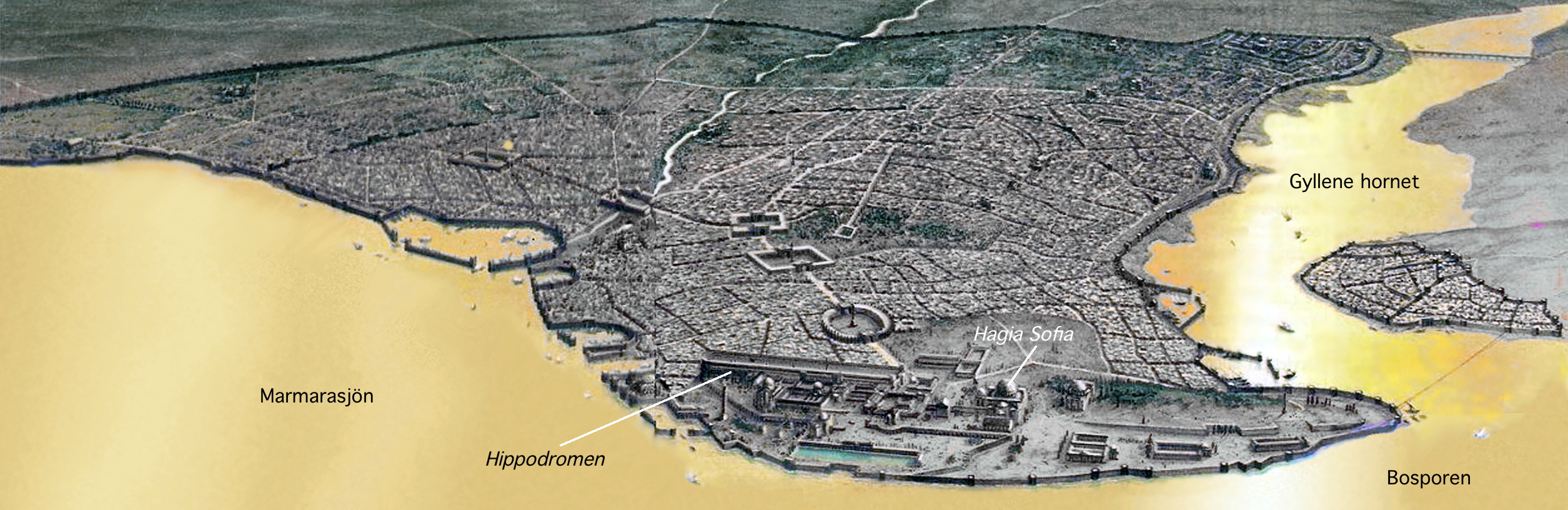
Den historiska äventyrsserien La strega utspelar sig 200 år tidigare än Rebecca, i en annan europeisk huvudstad (det senmedeltida Konstantinopel). Den namnlösa huvudpersonen delar karaktär och bakgrund med den senare Rebecca.

Historien utspelar sig i 1200-talets Konstantinopel, bland byzantinare och korsriddare. Huvudpersonen, en ung nomadkvinna från den sydösteuropeiska stäppen, blir inblandad i intrigerna där "latinare" och "greker" kämpar om makten i staden.

### Rebecca (första boken)
Serien Rebecca är en odyssé som utspelar sig i norra Italien. Huvudpersonen är en "zigenerska" som ger sig i lag med gycklaren Mercurio, på rymmen undan stadsvakten. Berättelsen utspelas i Como-området och tar sin början en snöig 29 februari vid stranden av Pionasjön (Laghetto di Piona), en fjärd i norra delen av Lago di Como. Fortsättningsvis hamnar de två i historiskt inspirerade äventyrligheter bland tjuvar, inkvisitionsprelater, visionärer och mördare, i den norditalienska renässansmiljön år 1492.
Huvudpersonen är bild- och karaktärsmässigt närmast en kopia av den namnlösa häxan från La strega, men här har hon fått namn samt bytt både land och århundrade. Bakgrunden som nomad från nordöstra Balkan finns dock kvar.
I början av berättelsen räddar Rebecca livet på den unge Mercurio, och de två följs sedan åt under färden söderut. Rebecca stöter därefter på "Knotansiktet", en "tiggarbödel" med koppärrigt ansikte som tar diverse otäcka uppdrag av olika norditalienska furstar; bland annat försöker han rensa området från tiggare. Han väcker Rebeccas antipati, vilket så när håller på att bli hans olycka.
Rebecca är en mörk och realistisk berättelse, och titelfiguren är en självständig kvinna som mest litar på sin egen överlevnadsförmåga. Bland de fascinerande bifigurerna finns den filofiske agitatorn och mjölnaren Menocchio,

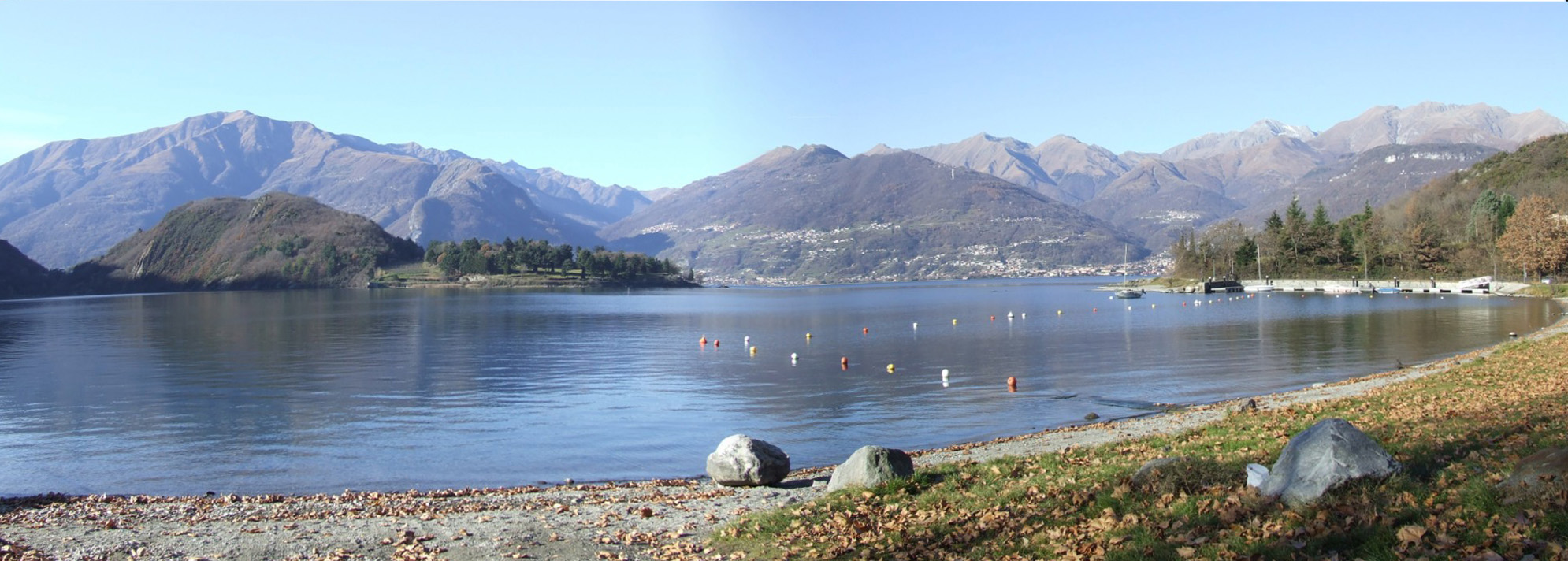
Rebecca tar sin början vid stranden av Pionasjön, en fjärd av Lago di Como. Den 29 februari 1492 ligger dock snön djup högre upp i alpdalarna.

Under färden blir Rebecca bekant med andra människor som på sina egna sätt försöker överleva. Norditalien i slutet på 1400-talet är ett land med stora inkomstklyftor, och de återkommande krigen mellan statsstaterna leder till att även ädlingars rikedom och lycka kan få ett brått slut. Ett drygt sekel efter Digerdöden är även sjukdomar ett kvardröjande, reellt hot.
Rebecca själv betraktas som zigenerska, även om hon i verkligheten har krimtatarisk bakgrund. Denna sammanblandning har historiska rötter, eftersom zigenare och tatarer i det Rumänien som hon stammar ifrån sågs som samma sorts folk och ofta utnyttjades som slavar.

### Sankt Ambrosius testamenten
I första bokens avslutning lämnar Rebecca Mercurio och de andra. Hon vill resa vidare i livet, och hon har affärer i den närbelägna stora staden Milano.

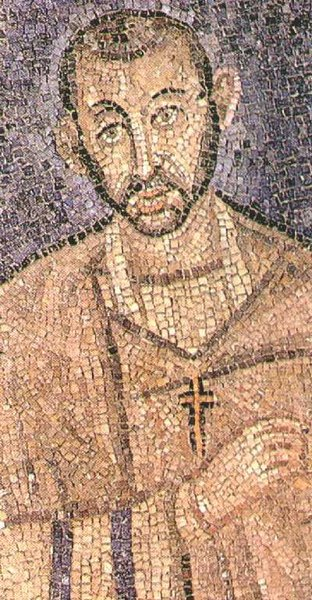
I sista halvan av Rebecca letas det efter kyrkofadern Sankt Ambrosius (Milanos skyddshelgon) testamenten.

På väg mot Milano (dit man tar sig i album 2) får Rebecca sällskap av den unga synska kvinnan "Röda Anna" (italienska: Anna la Rossa). Och i den stora staden blir de två sedan inblandade i jakten på tre testamenten som stadens skyddshelgon Sankt Ambrosius ska ha lämnat efter sig.
De fem långa kapitlen i denna fortsättningshistoria har följande italienska titlar (med ungefärlig översättning inom parentes):
1. "Storia di ladri e coltelli" ('Berättelse om tjuvar och knivar')
2. "Sempre a proposito di gatti - Dove si mostra che le bugie hanno le gambe lunghe quanto basta" ('Ständigt på tal om katter – Där det förklaras att ljusstakar/lögner har ben som räcker och blir över')
3. "Uno e trino - Quando non si può dividere è doloroso unire" ('Treenighetens ende – När det inte kan delas gör det ont att sättas ihop')
4. "Naso di cuoio - non tutte le amicizie vengono per nuocere" ('Skinn på näsan – det är inte alla vänner som kommer för att döda')
5. "Qualcuno è di troppo ovvero del restarsene a casa nelle sere di pioggia" ('En person för mycket eller hur man stannar hemma regniga kvällar')

### Rollfigurer
Den inledande serieromanen Rebecca har även getts ut på danska, svenska, franska och tyska. Nedan listas alla viktigare figurer från det första albumet, vilka presenteras i ett stort appendix i bokutgåvorna av historien:
- Mercurio Bragia (född 1470)
- Rebecca Cioara dei Grigioni detta "Lupa" ('Rebecca Cioara från Graubünden kallad ”Varghonan”')[1] – En "zigenerska" (i själva verket har hon krimtatarisk bakgrund) på flykt undan sin stam som har den otrevliga vanan att skära näsan av äktenskapsbryterskor. Hennes egen näsa sticker ut en bra bit. Hon är en lång ung kvinna med långt, lätt vågigt hår och två smala ögon med genomträngande blick. Hon har lärt sig att klara sig i en värld av faror.
- "Knotansiktet" (egentligen Francesco Vito Vignolo, född 1465)
- Ryttaren med sadeln i sjön
- "Röd-Anna" (född 1475). Den unga rödhåriga kvinnan har inte sett mycket av världen. Hennes drömmar är dock ofta sanndrömmar.
- Tonia och Menocchio (han är född 1431). Ett mjölnarpar, där den filosofiske fritänkaren Menocchio öppet ifrågasätter prästers och prelaters världsbild.
- Filippo da Cesena
- De båda kvinnorna (från början av första albumet)
- "Lillöra" (egentligen Aronne de Mantova, jude)
- Andrea och Rosa de Sansevero
- Prästen
- Josepietro
- Broder Brandano
- Inkvisitorn (alias fra Bernardino Rategno – eller Ritegno)

## Produktion

### La strega
Anna Brandolis första serie, äventyrsserien La strega ('Häxan'), tecknades efter manus av Renato Queirolo och publicerades i vuxenserietidningen Alter Alter.
1980 kom serien ut i album, med undertiteln "pane spinoso, Orda d'oro, inquisizioni, sette e altri accidenti" ('taggigt bröd, Guldorden, inkvisitioner, sekter och andra olyckor'). Dessutom innehöll volymen den separata kortserien "Lupo mannaro" ('Varulven'). Bilderna både huvudserie och sidoserie är tydligt inspirerade av Brandolis äldre kollega Sergio Toppi, som i Italien är känd för sina eleganta, illustrativa serierutor och seriesidor.

### Rebecca (första albumet)
Januari 1981 påbörjade publiceringen av Queirolos och Brandolis Rebecca. Den publicerades inledningsvis i Linus och därefter i Orient Express (utgiven på förlaget L'Isola Trovata).
Den serieromanlånga historien på totalt 142 sidor publicerades under 1981 och 1982 som tidningsföljetong i Linus. Den kan delas upp i fyra separata berättelser, var och en med ett tydligt avslut:
- "Hur det kommer sig att avigsidans avigsida inte är riktigt samma sak som rätsidan" (italienska: "Come il rovescio del rovescio non sia esattamente il diritto"; kapitel 1–5, från januari 1981)
- "När kläderna gör mannen" ("Quando l'abito fa il monaco a strisce"; prolog + kap. 4–7, från april 1981)
- "Stora moder ost" ("Gran Madre Formaggio"; kap. 8–14 + mellanspel, från september 1981)
- "Det ofrånkomliga ändamålet helgar medlen" ("L'irrinunciabile fine si giustifica coi mezzi"; kap. 14–16 (dal maggio 1982)

Den tryckta serieromanen innehåller dessutom ett skrivet förord samt ett appendix med ett antal personbeskrivningar. Inför bokutgåvan gjordes dessutom ett antal mindre justeringar av både bild och text.

### Fortsättningen
Fortsättningen på historien började följetongpubliceras i serietidningen Orient Express oktober 1983. Efter fyra längre kapitel i den tidningen samt ett längre publiceringsuppehåll (på grund av Orient Express' nedläggning februari 1985) fortsatte serien med ett femte kapitel i tidningen Comic Art mars 1987. När även denna tidning lade om utgivningen (och även franska Vécu – som också förpublicerade serien – gjorde sammalunda), upphörde publiceringen av Queirolos och Brandolis seriehistoria.

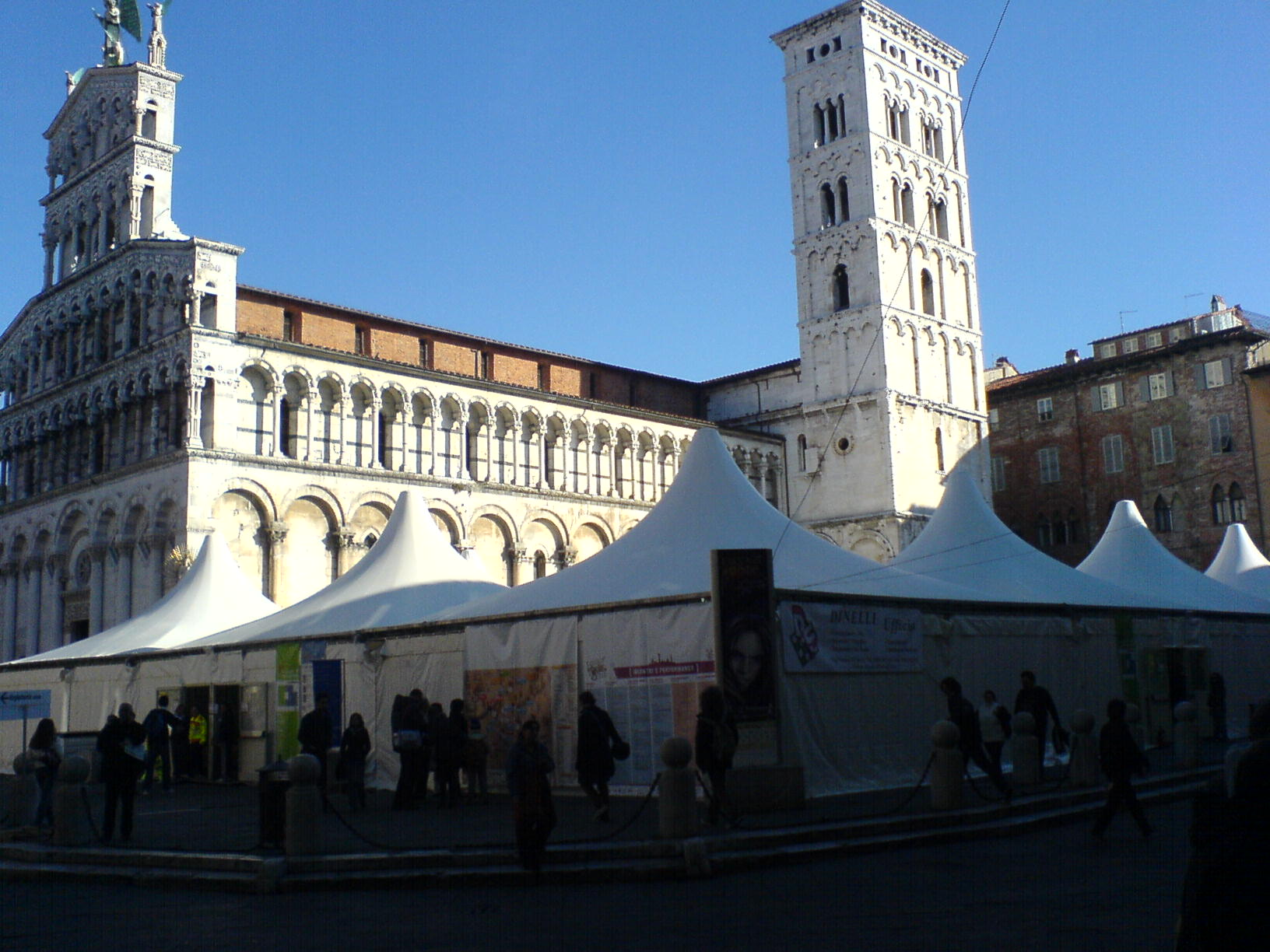
Genom Rebecca belönades Anna Brandoli 1984 med "Yellow Kid"-priset som bästa italienska serietecknare (bild från 2007).

Seriens fem kapitel (se rubriken "Handling") kom ut som två album med samlingstiteln I testamenti di Sant'Ambrogio ('Sankt Ambrosius testamenten'). Serien färglades – och tecknades delvis om – i samband med utgivningen i album. Denna fortsättning på serien (efter den inledande "serieromanen" Rebecca) var planerad som 150 sidor i färg. De italienska utgivningen var tänkt som två album, varav det första var på 78 sidor. De franska och danska albumen gavs ut som tunnare standardalbum à 50 sidor.
Det planerade tredje Ambrosiusalbumet kom dock aldrig. Detta orsakades möjligen av att franska Glénats serietidning Vécu 1988 ändrade format; man gick över till varannanmånads- och senare kvartalsutgivning med ett avslutat album per nummer och färre följetonger. På grund av serieföljetongens upphörande vet fortfarande ingen vad som är hemligheten bakom de tre testamentena.

### Översättningar och utmärkelser
Rebecca ledde till att Brandoli uppmärksammades både inom och utom landet. Vid 1984 års seriefestival i Lucca belönades hon med det italienska seriepriset Yellow Kid för bästa italienska tecknare. Serien kom under de följande åren ut i översättningar på franska, danska och svenska.

## Stil och teman

### Teman och inspiration
Serien Rebecca visar upp en i mångt och mycket realistisk bild av den norditalienska sena medeltiden/förrenässansen. Däremot är den ingen dokumentär, och manusförfattaren Quierolo har förklarat:
| ”                 | Det här är en berättelse – glöm inte det – inte en rekonstruktion utan en tolkning av en miljö och en värld. Syftet med berättelsen är att vi ska kunna förstå hur det är att leva i en viss tidsperiod. | „ |
| – Renato Queirolo | |   |

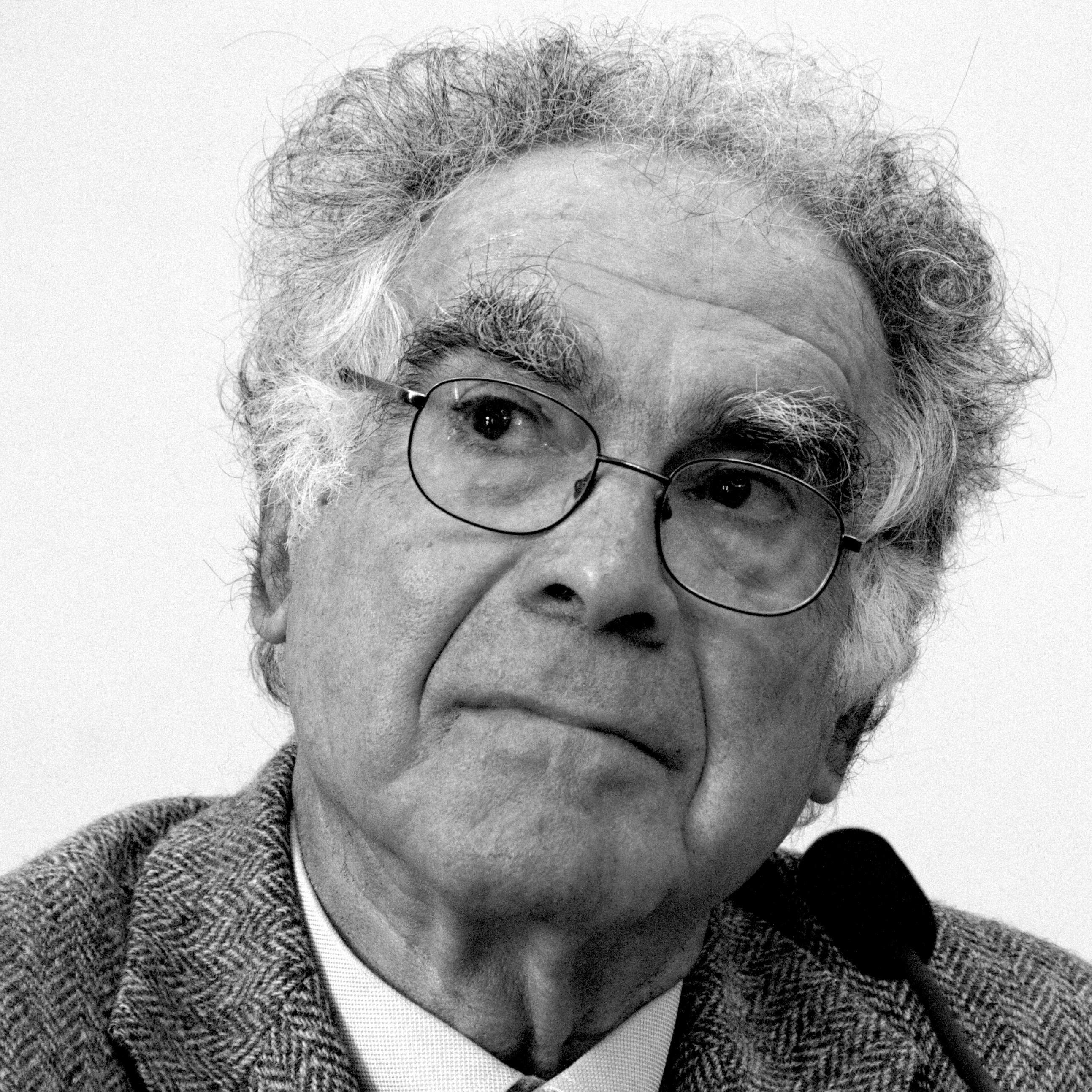
I Rebecca dyker den kätterska mjölnaren Menocchio upp, känd från Carlo Ginzburgs (bilden) historiska roman.

Queirolos och Brandolis serie visar upp medeltiden ur bondeklassens perspektiv, långt från riddarlegender och kungliga slott. Berättelsen hämtar mycket inspiration från Carlo Ginzburgs historiska krönika Osten och maskarna, inklusive den bokens centralgestalt, mjölnaren Menocchio. I Queirolos och Brandolis odyssé är han dock flyttade från sent 1500-tal 100 år bakåt i tiden.

### Teckningsstil
Anna Brandolis teckningsstil var, åtminstone i den första albumhistorien, i kontrastrikt svart och vitt, likt Hugo Pratt och hans Corto Maltese. Stilen bröt tydligt mot den tidigare La strega, som mer präglades av en detaljrik och dekorativ skrafferingsteknik i Sergio Toppis efterföljd.